# Ján Melkovič
Ján Melkovič (24. dubna 1939, Stará Ľubovňa – 21. března 2004, Bratislava, Slovensko) byl slovenský hudební skladatel a herec.
V roku 1962 absolvoval studium skladby a hry na flétnu na konzervatoři v Bratislavě. V letech 1963–1969 byl dramaturgem Hlavní redakce zábavných programů Československé televize v Bratislavě, 1969–1976 ve svobodném povolání, 1976–1982 učiteľ ĽŠU v Holíči a na Myjavě, od roku 1982 hudebník a herec Radošinského naivního divadla. Skládal hudbu ke kabaretním pásmům Milana Lasici a Júlia Satinského. Pro Radošinské naivní divadlo zkomponoval hudbu a účinkoval ve hrách:
- Nevesta predaná Kubovi (1984)
- Pavilón B (1984)
- Ženské oddelenie (1987)
  - ... a další

Ve filmu a v televizi hrál vedlejší postavy.

## Filmografie
- 1972 Ľalie poľné (Zavalitý)
- 1982 Guľôčky (cyklista)
- 1984 Lampáš malého plavčíka (pán na dražbě)
- 1984 Návrat Jána Petru (opitý host)
- 1986 Utekajme, už ide!
- 1987 Pihatý Max a strašidla
- 1988 Nebojsa (zbojník)
- 1989 Montiho čardáš (Banga)
- 1989 Sedím na konári a je mi dobre
- 1990 Dovidenia v pekle, priatelia (Petras)
- 1994 Díky za každé nové ráno (strýček Ondřej)
- 1995 Záhrada (svatý Benedikt)
- 1996 Lea (přednosta stanice)
- 1997 Nejasná zpráva o konci světa (holičův otec)
- 2000 Krajinka (pilníkář)